# Глуха кропива стеблообгортна
Глуха кропива стеблообгортна (Lamium amplexicaule) — трав'яниста рослина, вид роду глуха кропива родини глухокропивові.

## Морфологічні особливості
Покривні листки пилчасто-лопатеві, заглибина між лопатями ледве доходить до середини листка. Чашечка з білуватим запушенням. Зубці чашечки 2,5—3 мм завдовжки, майже такі як трубка. Віночок рожевий, його трубка без кільця волосинок у зіві. Середня частина нижньої губи з зазубреними лопатями.

## Поширення
На полях, городах, у садах. Закарпаття, Полісся, Лісостеп, по всьому Криму. Бур'ян.